# Skanska
SKANSKA je mezinárodní koncern zaměřený na stavebnictví a development se sídlem ve Švédsku. Působí v řadě evropských zemí a USA. Zaměřuje se na pozemní a inženýrské stavitelství, dopravní stavitelství, rezidenční a komerční development, technologie a facility management. V roce 2020 zaměstnávala 32 tisíc lidí. Její akcie jsou obchodovány na burze ve Stockholmu. 
Mezi nejznámější stavby vybudované společností Skanska patří londýnský mrakodrap 30 St Mary Axe přezdívaný "okurka". V Česku a na Slovensku působí prostřednictvím více obchodních jednotek. Ty se zaměřují na stavebnictví (Skanska Central Europe), rezidenční development (Skanska Residential Development Europe) a komerční development (Skanska Commercial Development Europe).

## Skanska Central Europe

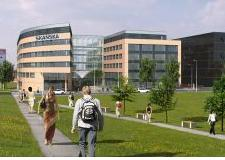
Sídlo společnosti Skanska a.s. v budově Corso Court v Praze.

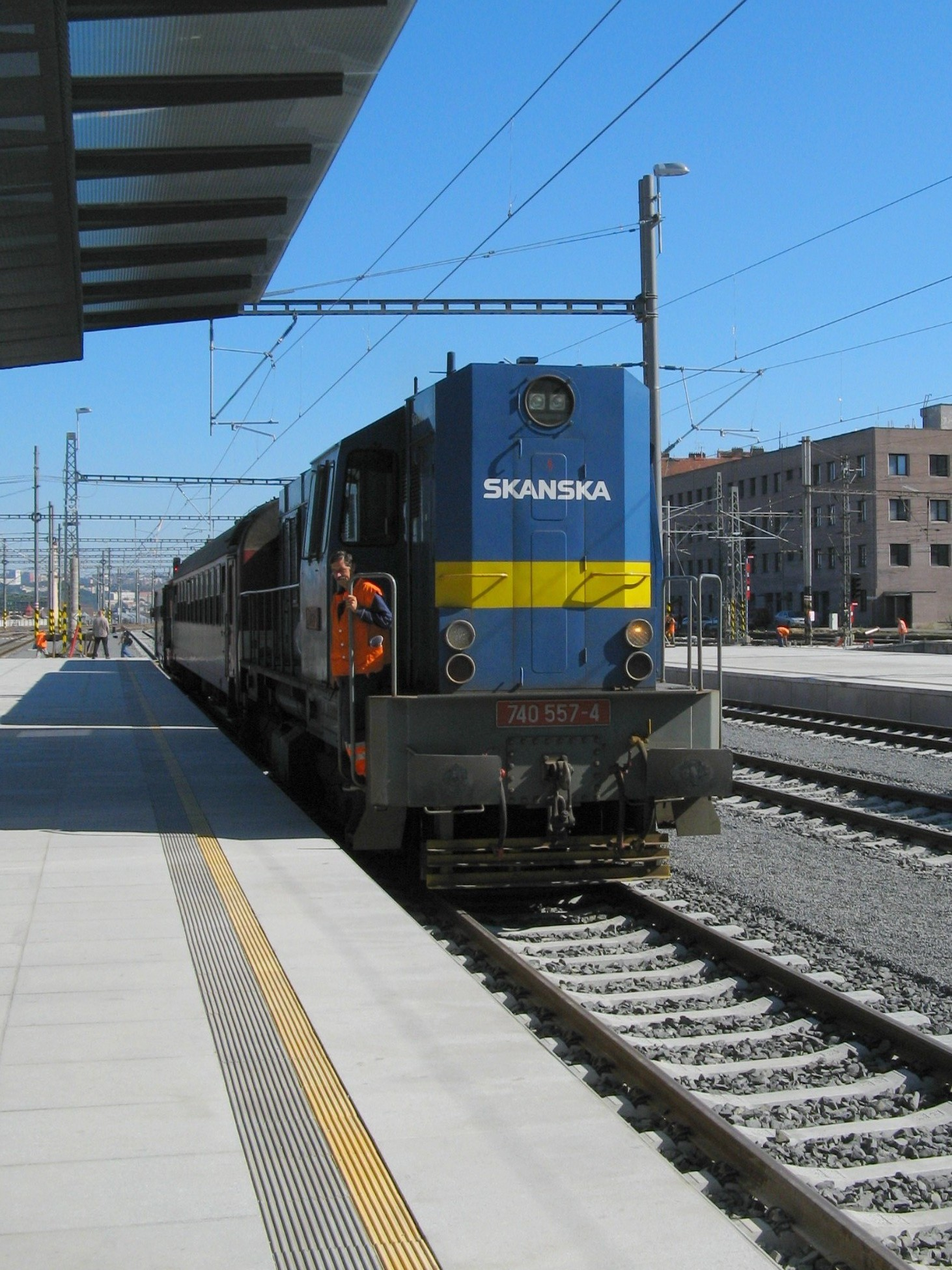
Lokomotiva řady 740 společnosti Skanska při stavbě Nového spojení v Praze na hlavním nádraží

Skanska Central Europe se zaměřuje na pozemní a inženýrské stavitelství v České republice, na Slovensku a v Polsku. Zabývá se výstavbou pozemních staveb, dopravní infrastruktury, veřejných zařízení a inženýrských sítí, vyrábí vlastní produkty a zajišťuje si zdroje pro výstavbu. Skanska je členem Business Leaders Forum a České rady pro šetrné budovy.
V České republice je reprezentována společností Skanska a.s. a jejími dceřinými firmami. Česká historie společnosti Skanska sahá do roku 1953, kdy byl založen národní podnik Zemstav. Ten se specializoval na zemní práce a roku 1961 byl přejmenován na Inženýrské a průmyslové stavby (IPS). Roku 1991 změnil status na akciovou společnost a o rok později byl privatizován. Roku 2000 získala kontrolní podíl ve společnosti IPS firma Skanska AB a o dva roky později byla IPS Skanska přejmenována na Skanska.

### Organizační členění
| Divize Pozemní stavitelství    | Zaměřuje se zejména na výstavbu administrativních a bytových objektů včetně vlastních dodávek monolitických konstrukcí. |
| Divize Inženýrské stavitelství | Specializuje se na stavby a rekonstrukce dálnic, silnic, železnic a mostů.                                              |
| Divize Slovensko               | Pokrývá segment pozemního i inženýrského stavitelství na území Slovenska.                                               |

### Významné stavby 2020-2024 v ČR
- modernizace úseků dálnic D0, D1, D2, D11, novostavba úseků dálnic D55, D49
- modernizace tratí Brno-Zastávka, Pardubice-Stéblová, Oldřichov-Litvínov, Lanžhot - st.hr. a Kadaň Prunéřov-Kadaň
- modernizace mimoúrovňové křižovatky Pardubice
- obchvat Karviné, Nového Veselí a Starého Vestce
- nový sjezd na mimoúrovňové křižovatce Jihlava
- most a rekonstrukce silnice Benátky nad Jizerou
- Victoria Center Praha 3
- protonové centrum Lund u Stockholmu
- tunel Liipola v Lahti
- kancelářské a multifunkční projekty Visionary, Parkview, Praga Studios, Port7
- bytové projekty Rezidence Gemma, Modřanský Cukrovar, Port Karolina, Čtvrť Emila Kolbena, Albatros Kbely, Čertův Vršek, Park Cihelka

### Významné starší stavby
- Stavby úseků dálnic D1, R4, D8, D47
- Železniční uzel Plzeň
- Centrála ČSOB Radlická
- O2 arena
- Nové spojení

### Podezření z korupce
V březnu 2015 reportéři Českého rozhlasu upozornili na možnou korupci a tímto podezřením se zabývá policie. Firma v minulosti vyvedla ze svého hospodaření nejméně 100 milionů korun, které mohly podle auditorů sloužit na úplatky. Firmu v té době vedl bývalý ministr dopravy Dan Ťok. V roce 2010 se totiž česká pobočka Skansky bez souhlasu švédské centrály vzdala významné části zakázky na výstavbu silnice R7 za 2,2 miliardy korun ve prospěch firmy Geosan Group, která si následně najala na práci Skansku, ale za cenu o 100 milionů nižší. Podle tehdejší vedoucího oddělení vnitřního auditu Skansky Anderse Blomqvista šlo zřejmě o peníze na úplatky.
Hospodářské výsledky Skansky ČR a Slovensko od roku 2002:
| Rok  | Čistý zisk (v milionech) | Tržby (v miliardách) |
| 2002 | 29,20                    | 0,89                 |
| 2003 | 213,97                   | 7,70                 |
| 2004 | 276,52                   | 8,41                 |
| 2005 | 878,29                   | 10,75                |
| 2006 | 386,62                   | 14,00                |
| 2007 | 901,84                   | 15,60                |
| 2008 | 893,16                   | 17,73                |
| 2009 | 1.455,79                 | 27,06                |
| 2010 | 763,74                   | 19,84                |
| 2011 | 15,41                    | 14,98                |
| 2012 | 8,88                     | 12,62                |
| 2013 | -693,51                  | 10,66                |
| 2014 | 112,52                   | 12,50                |
| 2015 | 390,41                   | 12,27                |
| 2016 | 214,68                   | 10,37                |
| 2017 | 202,19                   | 8,29                 |
| 2018 | -334,06                  | 8,04                 |